# Jordi Vallès Ventura
Jordi Vallès Ventura   (Barcelona, 1906 - Houston, 1984) fou un metge pediatra, i també crític literari.
Nascut a Barcelona el 3 de juliol de 1906. Va col·laborar en el "Butlletí de l'Agrupament Escolar de l'Acadèmia i Laboratori de Ciències Mèdiques de Catalunya. Es va llicenciar en medicina a la Universitat de Barcelona el 1932 i es va especialitzar en obstetrícia i pediatria. Va exercir a Barcelona com a tocòleg i com a pediatra. Durant la Guerra Civil va ser capità metge provisional de la Sanitat Militar i en acabar es va exiliar a Mèxic on també exercí de pediatra. Fou un dels fundadors de la Borsa del Metge Català. A Mèxic, va ser un dels impulsors de la revista Lletres, amb Agustí Bartra, Pere Calders, Anna Murià i Josep Roure-Parella. Marxà a Venezuela i allà va aconseguir un permís de residència als Estats Units d'Amèrica. Va passar als EUA i treballà al Houston Veterans Hospital de Houston (Texas). Als EUA va publicar algunes monografies sobre alcoholisme social.

## Obres
- Escuintles. México D.F.: Barcino, 1941.
- Un médico en una guerra. México D.F.: Ediciones Quetzal, 1942.
- Els pollets de colors. México D.F.: Biblioteca Catalana, 1944.
- Sinfonia. Primer movimiento. Novela. México D.F.: B. Costa-Amic Editor, 1944.
- Las vacaciones del profesor Müller. México D.F.: B. Costa-Amic Editor, 1944.
- Suite poètica. La poesia d'Agustí Bartra. México D.F.: Edició de l'autor, 1946.
- La madre y el niño: nociones de puericultura. México D.F.: B. Costa-Amic Editor, 1955.[3]